# Pomnik przy ul. Jarochowskiego w Poznaniu
Pomnik przy ul. Jarochowskiego – pomnik w formie dwudzielnego obelisku, zlokalizowany w Poznaniu, na Łazarzu przy głównym wejściu do kompleksu budynków szkolnych przy ul. Jarochowskiego 1 / ul. Wyspiańskiego 27, w którym uruchomiono pierwszą po zakończeniu działań II wojny światowej polską szkołę. Obecnie w kompleksie mieści się Szkoła Podstawowa nr 33, XXXIII Liceum Ogólnokształcące z Oddziałami Sportowymi oraz Młodzieżowy Dom Kultury nr 3.
Betonowy pomnik odsłonięto w 1968. Na froncie znajduje się inskrypcja: W tej szkole w dniu 12 II 1945 r. rozpoczęto naukę, gdy trwały jeszcze walki o wyzwolenie Poznania spod okupacji hitlerowskiej. Szkoła im. Zdobywców Cytadeli Poznańskiej w 25 rocznicę P.R.L. oraz wizerunek książki i kaganka z płomieniem. Na tylnej ścianie obelisku znajduje się tarcza szkolna z numerem 33 i napisem Poznań.